# Prix littéraires du Gouverneur général 1976
Liste des Prix littéraires du Gouverneur général pour 1976, chacun suivi du gagnant.

## Français
- Prix du Gouverneur général : romans et nouvelles de langue française : André Major, Les Rescapés.
- Prix du Gouverneur général : poésie ou théâtre de langue française : Alphonse Piché, Poèmes 1946-1968.
- Prix du Gouverneur général : études et essais de langue française : Fernand Ouellette, Le Bas Canada 1791-1840, changements structuraux et crise.

## Anglais
- Prix du Gouverneur général : romans et nouvelles de langue anglaise : Marian Engel, Bear.
- Prix du Gouverneur général : poésie ou théâtre de langue anglaise : Joe Rosenblatt, Top Soil.
- Prix du Gouverneur général : études et essais de langue anglaise : Carl Berger, The Writing of Canadian History.